# لاري روزنتال
لاري روزنتال (بالإنجليزية: Larry Rosenthal)‏ هو لاعب كرة قاعدة أمريكي، ولد في 21 مايو 1910 في سانت بول في الولايات المتحدة، وتوفي في 4 مارس 1992 في وودبوري في الولايات المتحدة.

## وصلات خارجية
- لاري روزنتال على موقع دوري كرة القاعدة الرئيسي (الإنجليزية)
- لاري روزنتال على موقعبيزبول رفرنس.كوم (الدوري الرئيسي) (الإنجليزية)
- لاري روزنتال على موقع جمعية أبحاث البيسبول الأمريكية (الإنجليزية)
- لاري روزنتال على موقع إي إس بي إن.كوم (أم.أل.بي) (الإنجليزية)